# Spiegelrust
Spiegelrust is een buitenplaats van 20 hectare weilanden in de Nederlandse plaats 's-Graveland (Noord-Holland). De buitenplaats ligt aan het Zuidereinde (oostzijde) en grenst aan de Leeuwenlaan in 's-Graveland, gemeente Wijdemeren ten noorden van landgoed Schoonoord. Het westelijke deel van het voormalige landgoed is natuurgebied van Natuurmonumenten. Aan de westelijke rand hiervan, aan het Zuidereinde 7 en 9, liggen de provinciale monumenten Dubbelhoven. Op het oostelijke deel van het voormalige landgoed liggen aan de Leeuwenlaan, de landgoederen  Jagtlust en Land en Bosch. Land en Bosch hoorde tot ongeveer 1720 bij Spiegelrust.  
In 1625 gaven de Staten van Holland toestemming aan een aantal Amsterdamse kooplieden om de woeste gronden langs de gooirand te ontginnen. Bij de verkaveling van 's-Graveland in 1634 gingen de kavels 13, 14, 15, 16 en 17 naar de oud-burgemeester van Amsterdam Antonie Oetgens van Waveren heer van Waveren, Botshol en Ruige Wilnis. Van Waveren noemde de buitenplaats van 90 morgen (77 ha) naar zijn vrouw Annetje (Anna) Jansdochter Spiegel. 
Door het huwelijk in 1667 van Cornelis Tromp met de vermogende weduwe Margaretha van Hellemont-Van Raaphorst van de naastgelegen Hooge Dreuvik (het latere Trompenburgh), werd Tromp ook eigenaar van Spiegelrust. In het rampjaar 1672 werd 's-Graveland geplunderd door de Franse troepen van maarschalk Luxembourg. Ook Sillisburgh (het latere Trompenburgh), waar de maarschalk zijn nachtkwartier hield, en Spiegelrust werden verwoest. Na hun overlijden wordt Spiegelrust met de andere 's-Gravelandse bezittingen op 29 mei 1691 geveild. In 1806 bestond Spiegelrust uit een dubbel landhuis van twee verdiepingen uit ±1640 en daarnaast een boerenwoning. 
Het landhuis werd in 1808 afgebroken in opdracht van de eigenaar, koopman Hendrik Muijlman, neef van weduwe de Leeuw-Meulenaar.
In 1934 schonk Louise Six naast de buitenplaatsen Gooilust, Hilverbeek en Schoonoord ook Spiegelrust aan de pas opgerichte Vereniging Natuurmonumenten. In de jaren daarna verwerft Natuurmonumenten nog negen buitenplaatsen.

## Eigenaren/bewoners

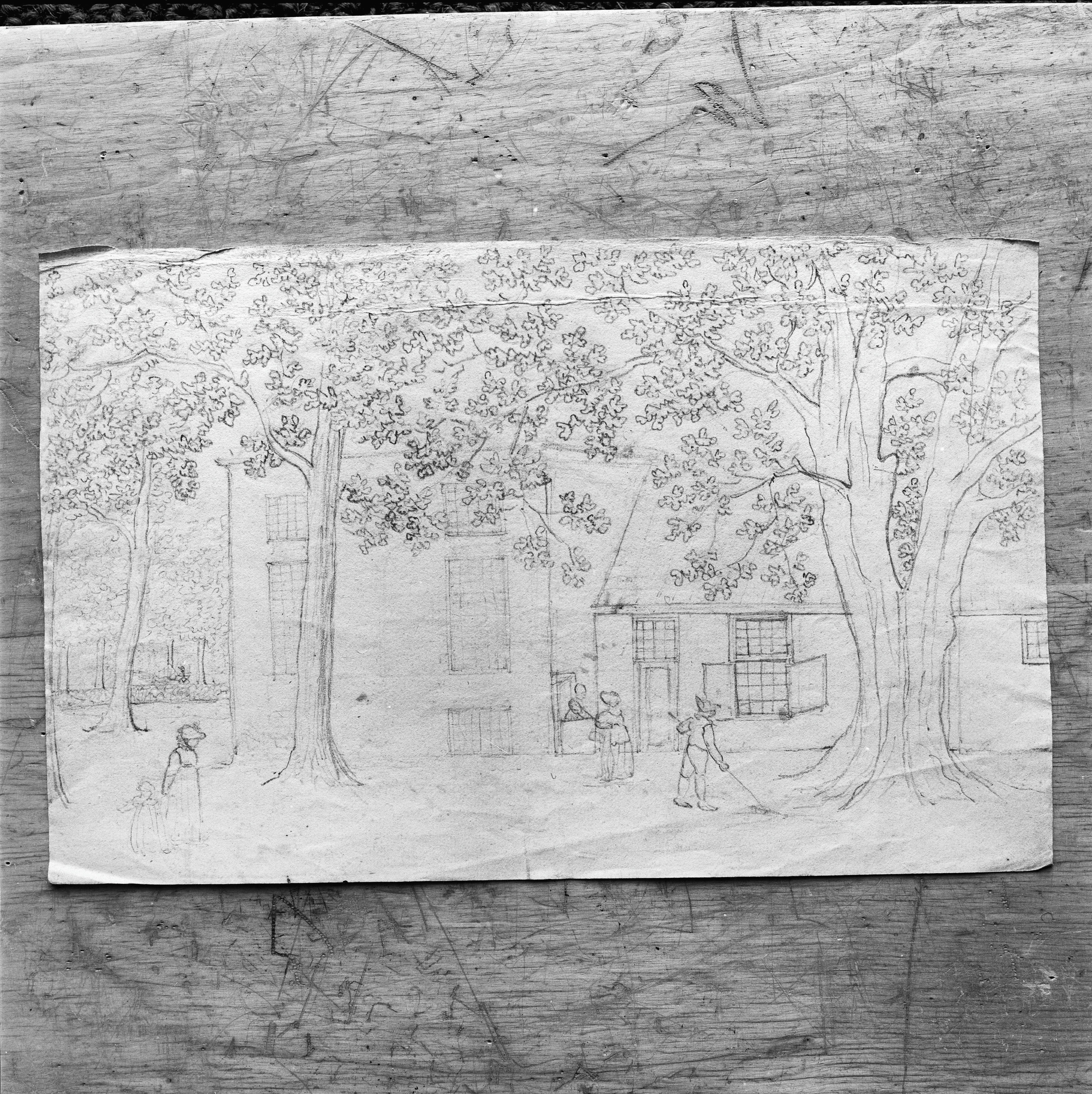
Tekening van J.v.Winter ca. 1800, Collectie Six

- 1933 - Vereniging Natuurmonumenten
- 1915 - Jan Willem Six van Vromade, broer van Rudolf
- 1905 - Rudolf Six van Vromade
- 1860 - Pieter Hendrik Six, jongste zoon
- 1826 - Hendrik Six, eigenaar van Hilverbeek
- .... - diverse eigenaren
- 1808 - Hendrik Muijlman
- 1758 - Jacob de Leeuw, eigenaar van Hilverbeek
- 1758 - J. Dubois, eigenaar van de hofstede Schoonoord
- 1691 -
- voor 1667 - Margaretha van Raephorst en Cornelis Tromp
- ..  - Bonaventura Oetgens van Waveren
- ..  - zoon van Nicolaes Oetgens van Waveren
- 1659 - Nicolaes Oetgens van Waveren, zoon van Anthony en Annetje.
- 1634 - Anthony Oetgens van Waveren en Annetje Jansdochter Spiegel

Swaenenburgh ·
Schaep en Burgh · 
Boekesteyn · 
Sperwershof · 
Spanderswoud ·
Wolfsbergen  · 
Hilverbeek · 
Spiegelrust · 
Land en Bosch · 
Jagtlust · 
Schoonoord · 
Trompenburgh · 
Gooilust